# Daryl Sabara
Daryl Christopher Sabara (* 14. červen 1992, Torrance, Kalifornie, USA) je americký herec známý především svou rolí ve filmu Spy Kids.

## Filmografie
- 2010 Machete – role: Julio
- 2009 Vánoční koleda
- 2009 April Showers
- 2009 World's Greatest Dad
- 2008 Miss Guided – role: Russell
- 2007 Halloween – role: Wesley Rhoades
- 2007 Krok správným směrem – role: Doogie
- 2007 Takoví normální puberťáci – role: Nathan
- 2006 Choose Your Own Adventure: The Abominable Snowman – role: Marco North
- 2006 Keeping Up with the Steins – role: Benjamin Fiedler
- 2006 Maybe It's in the Water
- 2006 What About Brian – role: Lil' Adam
- 2005 American Dragon: Jake Long – Hobie
- 2005 Tráva – role: Tim
- 2005 Myšlenky zočince – role: Kevin
- 2005 The Boondocks – role: Butch Magnus Milosevic
- 2005 Closer – role: Jason Hetner
- 2004 Dr. Vegas – role: Jesse Selznick
- 2004-2005 Father of the Pride – – role: Hunter
- 2004 Fatherhood – role: Larry Keating
- 2004 Nepotrestaná vražda – – role: James Talley
- 2004 The Batman – – role: Andy
- 2004 The Polar Express – role: Hero Boy
- 2004 Polární expres – role: Voice performer: Hero Boy
- 2003 Hledá se Nemo
- 2003 Spy Kids 3-D: Game Over – role: Juni Cortez
- 2003 The O'Keefes – role: Daryl
- 2002 John Doe – role: Wesley Silver
- 2002 Spy Kids 2: Ostrov Ztracených snů – role: Juni Cortez
- 2002 What's New, Scooby-Doo? – role: Tommy
- 2001 Spy Kids: Špióni v akci – role: Juni Cortez
- 1999 Hôhokekyo tonari no Yamada-kun – role: Noboru
- 1999 Love & Money – role: Roger
- 1999 Roswell – role: Corey
- 1998 Will a Grace – role: Broccoli Boy
- 1994 All That – role: Spy Kids
- 1994 Přátelé – role: Owen
- 1988 Murphy Brown – role: 'Baby' Brown